# Ailanthus
Ailanthus és un gènere de plantes amb flors. El seu nom deriva de la paraula ailanto, una paraula ambonesa que probablement significa "arbre dels déus" o "arbre celestial"). Pertany a la família Simaroubaceae, dins l'ordre Sapindals (anteriorment Rutales o Geraniales). Aquest gènere és natiu d'Àsia oriental fins Australàsia.

## Algunes espècies

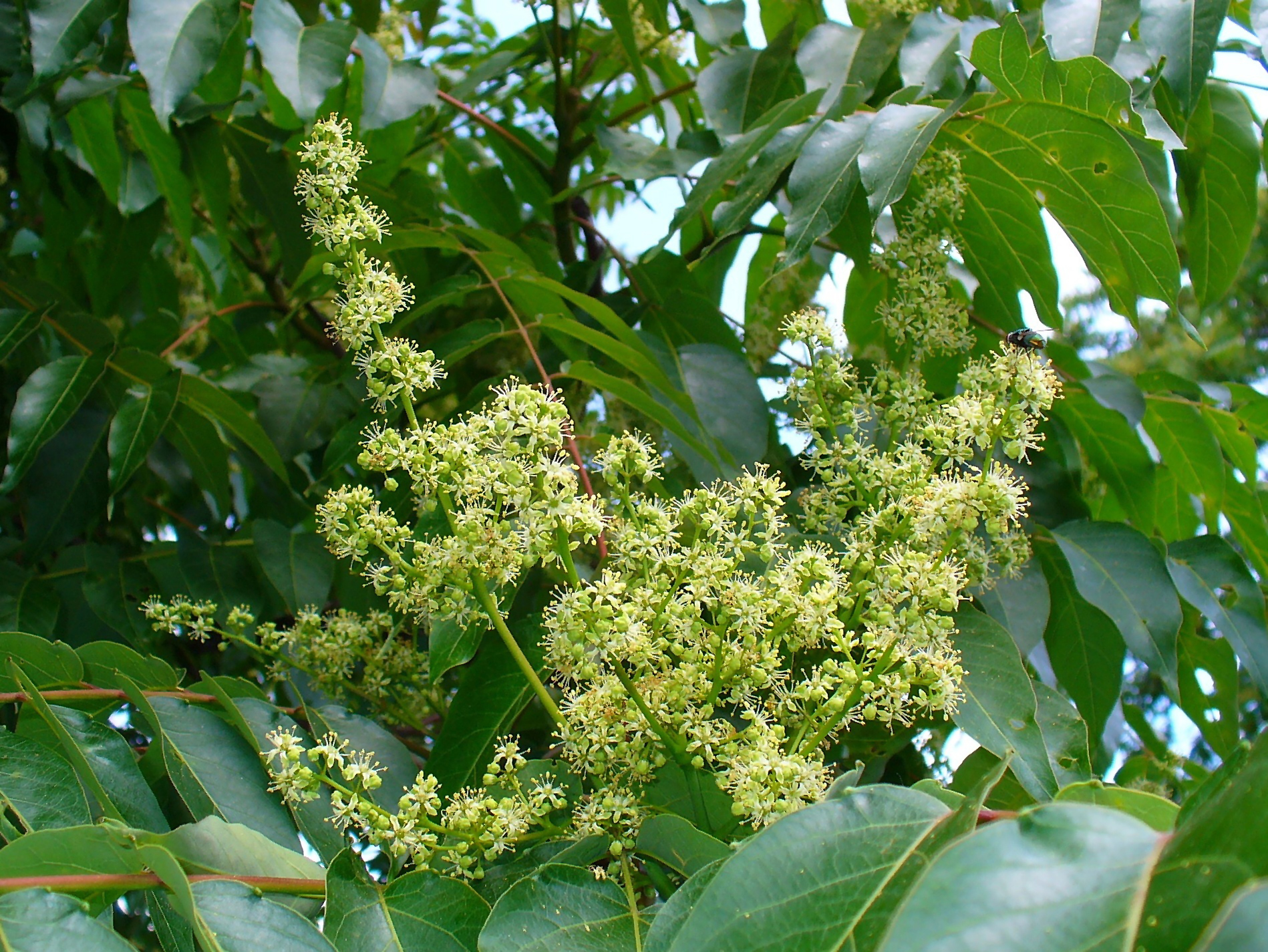
Ailanthus altissima, flors masculines

El nombre d'espècies és debatut, alguns especialistes n'accepten deu, mentre d'altres només sis o menys. Les espècies inclouen:
- Ailanthus altissima (Arbre del Cel, ailant, sinònim A. vilmoriniana[1]) – considerat com espècie invasora als Estats Units d'Amèrica[2] i Europa, on es troba a la llista de les 100 més dolents.[3]
- Ailanthus excelsa Índia i Sri Lanka
- Ailanthus fordii – Xina
- Ailanthus integrifolia Nova Guinea i Queensland, Austràlia
- Ailanthus triphysasinònim A. malabarica[4]) – nord i est d'Austràlia.
- Ailanthus vietnamensis – Vietnam

Hi ha registres fòssils d'Ailanthus, se'n consideren tres espècies:
- Ailanthus tardensis – trobat només a Hongria
- Ailanthus confucii – Del període Terciari a Europa, Àsia i Amèrica del Nord
- Ailanthus gigas – trobat només a Eslovènia

## Seda d'Ailanthus
El cuc de la seda d'Ailanthus (Samia cynthia), s'alimenta de les fulles dAilanthus i proporciona una seda més duradora i barata que el cuc de seda de les moreres, però que és inferior en finesa. Una altra larva de lepidòpter que se n'alimenta de les fulles és de l'espècie Endoclita malabaricus.